# Boophis opisthodon
A Boophis opisthodon a kétéltűek (Amphibia) osztályába, a békák (Anura) rendjébe és az aranybékafélék (Mantellidae) családjába tartozó faj.

## Előfordulása
A faj Madagaszkár endemikus faja. A sziget keleti és délkeleti részén honos a tengerszinttől 550 m-es magasságig, a Masoala-félszigettől Tôlanaróig.

## Megjelenése
Nagy méretű békafaj. A hímek mérete 52–57 mm, a nőstényeké 85 mm. Háta egyenletesen bézs vagy barna színű. Homloka és fejének elülső része sötétbarna. Végtagjain általában sötét sávok húzódnak. Hasi oldala krémszínű. A nőstények háti bőre sima, a hímeké időnként szemcsézett. Elülső végtagján nincs úszóhártya. A hímeknek apró, feketés színű hüvelykvánkosa és egyetlen hanghólyagja van.